# Diamond (fribrottare)
Diamond, tidigare Príncipe Diamante, född 6 september 1996 i Mexico City är en mexikansk luchador (fribrottare) som brottas i Consejo Mundial de Lucha Libre. Som många andra mexikanska fribrottare uppträder han under en mask, enligt Lucha libres traditioner. Hans riktiga identitet är inte känd av allmänheten. Hans farfar, La Lechuza (spanska: Ugglan) var också fribrottare.
Han tränades av Arkángel de la Muerte, Franco Colombo, El Hijo del Gladiador, Ringo Mendoza och Virus. Under namnet Príncipe Diamante brottades han först i förbundet Lucha Libre Elite för att sedan i december 2016 göra sin debut i Consejo Mundial de Lucha Libre. Vid CMLL's evenemang Sin Piedad den 1 januari 2020 besegrade han Espíritu Negro i en insatsmatch, en så kallad Lucha de Apuestas, mask mot mask. Eftersom Diamond vann tvingades Espíritu Negro att ta av sig masken och avslöja sin riktiga identitet inför publiken.
Kort därefter i mitten av januari 2020 ändrade han sitt namn till Diamond, och bytte även till en silverfärgad mask inspirerad av El Santo. Han fick därefter möta kritik Santo's son, El Hijo del Santo, som i en intervju kritiserade både Diamond men även CMLL för den nya karaktären.